# Groß-Siegharts
Groß Siegharts (zastarale česky Velký Zikharec) je město v Rakousku ve spolkové zemi Dolní Rakousy v okrese Waidhofen an der Thaya. Žije v něm 2 788 obyvatel (podle sčítání z roku 2016).

## Poloha
Groß Siegharts se nachází v severozápadní části spolkové země Dolní Rakousy. Nachází se 9 km východně od města Waidhofen an der Thaya. Jeho rozloha činí 44,26 km², z nichž 39,17% je jí zalesněných.

### Členění
Území města Groß Siegharts se skládá z osmi částí (v závorce uveden počet obyvatel k 1.1.2015):
- Ellends (119)
- Fistritz (112)
- Groß-Siegharts (1989)
- Loibes (55)
- Sieghartsles (81)
- Waldreichs (249)
- Weinern (75)
- Wienings (99)

## Historie
První písemná zmínka o Groß Siegharts pochází z roku 1299. Johann Christoph Ferdinand Graf z Mallentheimu roku 1720 připojil město ke svému panství, centru textilního průmyslu. Pozval odborníky z celé Evropy do regionu Waldviertel a v Groß Siegharts nechal vystavět fabriku „Fabrics-Häusl“, kde nyní bydlí a pracuje 6-10 lidí. V roce 1900 zaměstnávala místní tkalcovna více, než sto lidí.
Na město bylo Groß Siegharts povýšeno roku 1928.

## Galerie

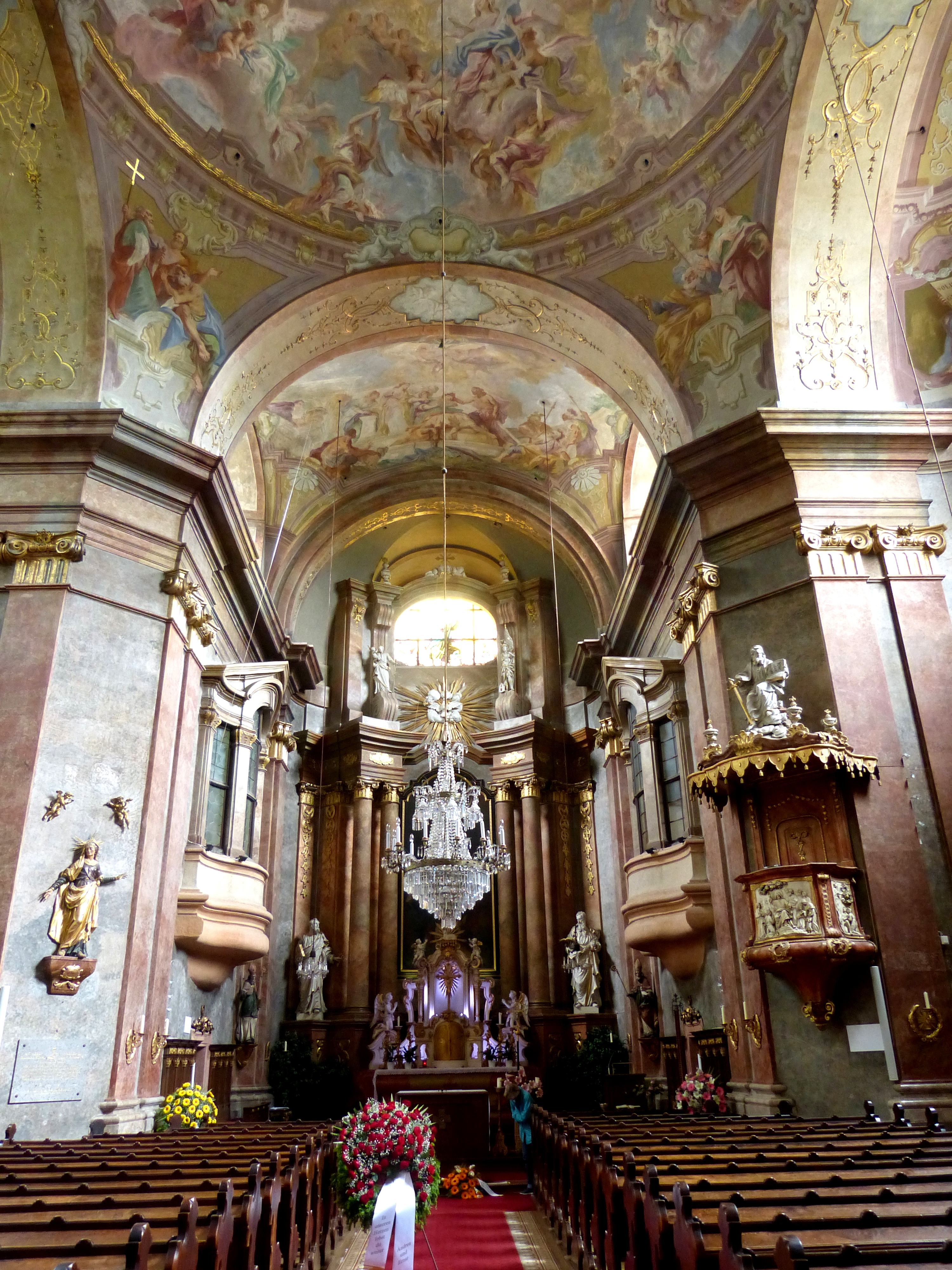
Farní kostel sv. Jana Nepomuckého (interiér)
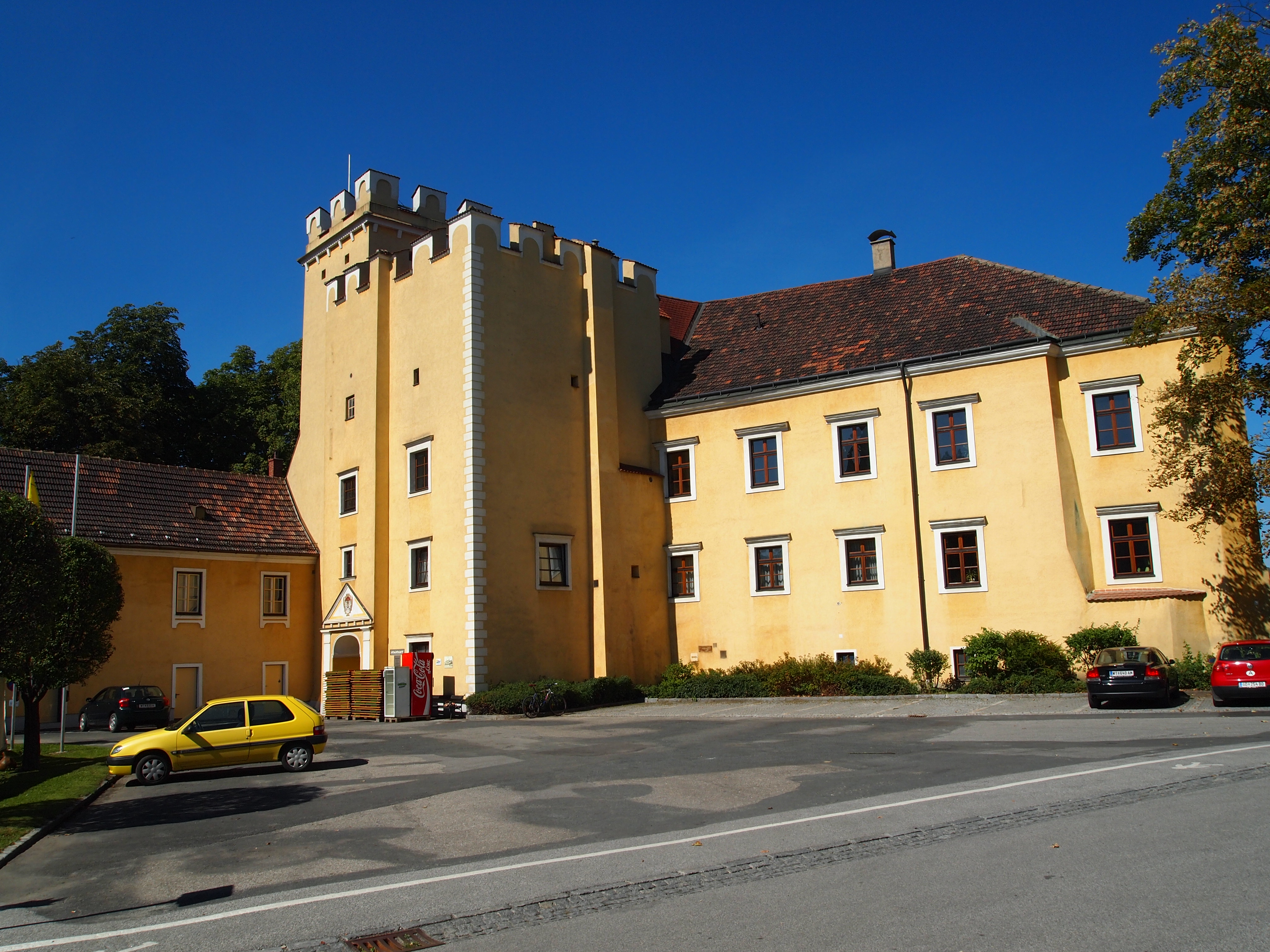
Zámek Groß Siegharts
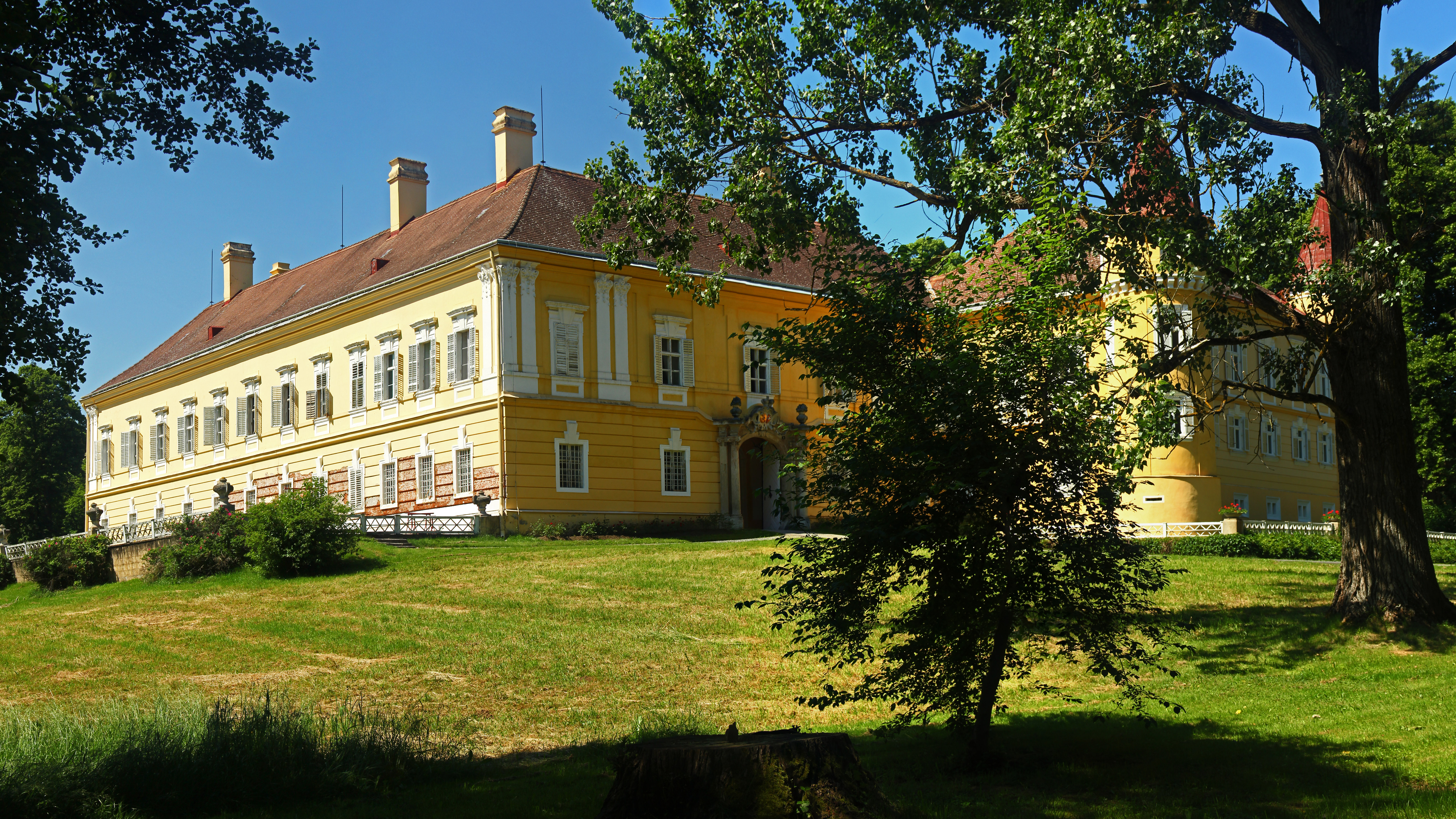
Zámek Wienern
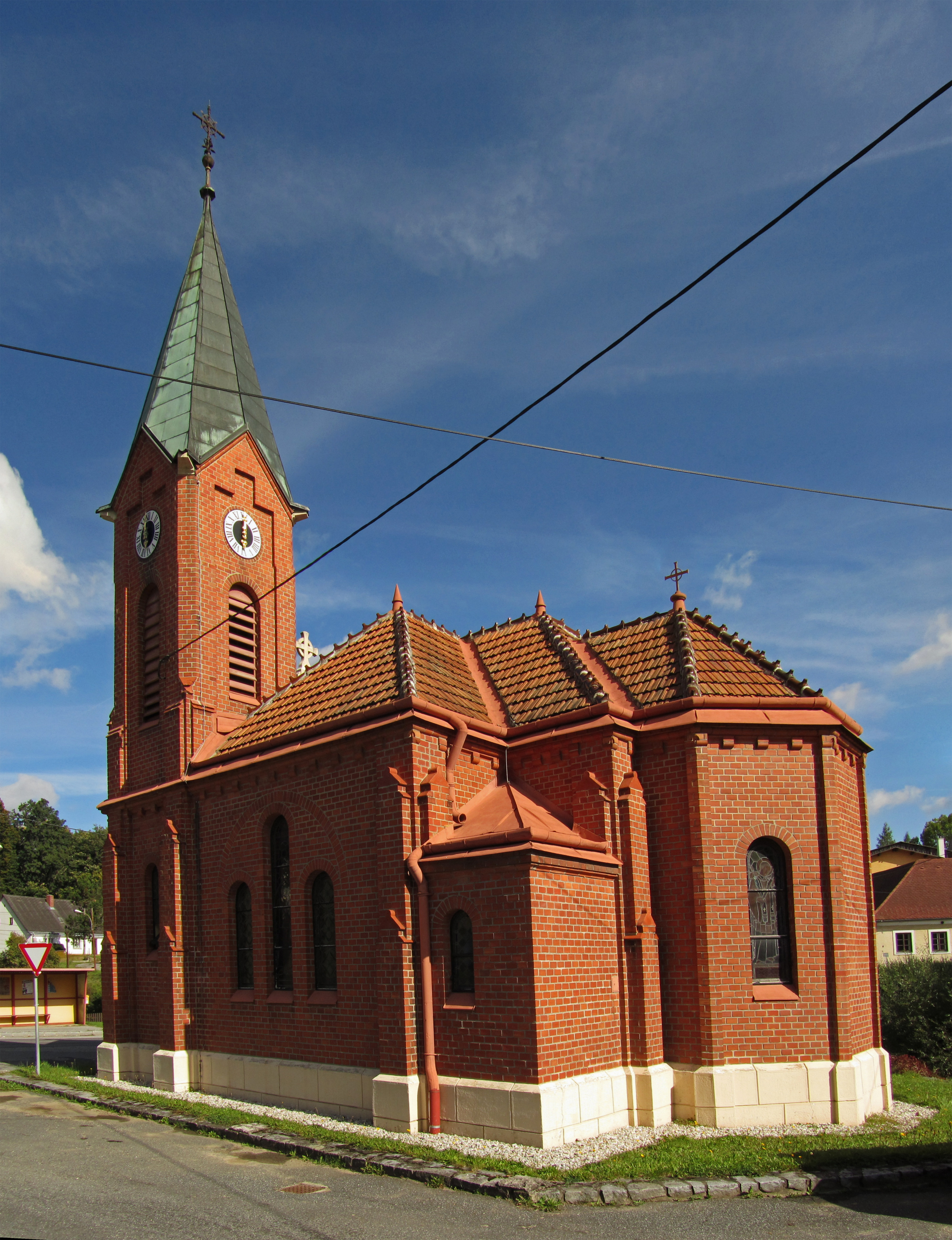
Kaple ve Wienernu

## Partnerská města
- Dačice (Česko)
- Gaming (Dolní Rakousy, Rakousko)
- Poniatowa (Polsko)

## Osobnosti
- Maurice Androsch, politik, od roku 2004 do roku 2013 místní starosta
- Maria Kren (1892–1966), politička, místní radní
- Anton Koczur (1941–2016), politik, od roku 1975 do roku 2004 místní starosta
- Josef Leichtfried (* 1926), politik, místní radní
- Johann Christoph Ferdinand Graf z Mallentheinu (1682–1749), textilní podnikatel